# 서유녕
서유녕(徐有寧, 1733년 8월 3일 - 1789년 5월 2일)은 조선 후기의 문신, 정치인이다. 자는 치오(致五)이다. 본관은 대구(大丘). 음서로 벼슬에 올라 군수를 역임했지만 1766년(영조 42년) 정시문과에 병과로 급제하여 관직은 정헌대부 예조판서에 이르렀고, 사후 증 의정부영의정에 추증되었다.

## 생애
1733년(영조 9년) 8월 3일 선산부사를 지낸 서인수와 한명조(韓明祖)의 딸 청주한씨의 차남으로 태어났다. 형 서유경, 현감을 지낸 박승수(朴升壽)에게 출가한 누이와 서제 유눌(有訥), 통제사 오혁(吳王+奕)의 서자 오재린(吳載麟)에게 시집간 서누이동생 등이 있었다. 그러나 아들이 없는 삼촌 서신수의 양자로 입양되었다.
음서로 관직에 올라 군수를 역임했다. 군수로 재직 중 1766년(영조 42년) 정시문과(庭試文科)에 병과 2등으로 급제, 1767년(영조 43년) 3월 17일 홍문관부교리에 임명되었다. 1768년 3월 11일 세자시강원사서를 거쳐 그해 8월 부수찬이 되었지만 8월 20일 부제학 이담(李潭)과 부교리 정창순(鄭昌順)은 혐의점이 있다며 탄핵했다가 도리어 영조의 진노를 사서 파면되고 서용하지 말라는 명을 받았다. 그러나 그해 말 복귀하여 홍문관수찬과 교리를 역임했다.
1769년(영조 45년) 1월 12일 사헌부장령이 되고, 그해 2월 19일 다시 홍문관교리, 3월 8일 부수찬, 10월 16일에는 겸 세자시강원필선이 되었다가 10월 18일 통정대부로 승진, 승정원승지에 기용되었다. 11월 26일에도 다시 승지로 임명되었다. 1772년(영조 48년) 5월 14일 다시 승지에 임명되고, 그해 11월 승정원도승지가 되었다. 1773년 8월 3일에는 승지로 임명되었다. 1775년(영조 51년) 3월 5일 사간원대사간을 거쳐 1775년 6월 20일 곡산 부사(谷山府使)에 임명되었지만, 당시 홍인한(洪麟漢)이 자기 동생 홍용한(洪龍漢)을 곡산 부사로 임명하려 하여, 그는 곡산부사직을 부임하지 않고 사퇴하였다. 그해 12월 19일 부사직으로 과거 시험관의 한 사람이 되어 문과를 주관하였다. 이때 과거 응시자 최수원(崔守元), 조우규(趙羽逵), 조영의(趙榮毅)의 답안에 쓴 시문 중 끝 구절이 똑같은 것을 적발하기도 하였다.
영조 말년 홍인한이 세손의 대리청정을 반대하며 방해하자 이를 공박하였고, 홍인한의 지휘를 받아 세손의 대리청정을 반대하던 부사직 심상운을 탄핵하였다. 1776년 총융사(摠戎使)로 있다가 정조 즉위 후 경주부윤으로 전임되었다. 1776년(정조 즉위년) 4월 22일에는 정조를 친히 인견하면서 지역 유지, 토호들이 세력을 이용하여 압력을 행사하는 폐단을 지적하였다. 1777년(정조 1년) 6월 22일 황해도관찰사로 부임하였다. 1778년에는 황해도 내 각 부군현의 폐단을 상소하면서, 봉산군 등 10개 군은 조세를 돈으로 납부하기로 했는데도 훈련도감, 금위영, 사옹원 등이 쌀과 콩을 요구한다며 시정을 건의하였다. 1778년 10월 28일 황해도 송화현에 유배된 죄인을 간수하지 못했다 하여 소환, 추고받았다.
1779년(정조 3년) 10월 16일 사헌부대사헌으로 내직으로 돌아왔으나 10월 21일 화완옹주, 정후겸, 김귀주, 홍상간, 홍양해, 심혁 등을 탄핵하면서 경종의 장인 함원부원군 어유귀(魚有龜)도 함께 탄핵했다가 정조의 분노를 사 파면되었다. 지평 윤득부(尹得孚) 등이 상소를 올려 서유녕의 파면은 부당하다고 거듭 간하였지만 정조가 듣지 않았다. 10월 29일 어유구의 아들 장단 부사 어석정(魚錫定)이 어유구를 변호하는 상소를 올렸다가 그해 12월 16일 부총관으로 복귀해서는 서유녕을 공격하였다. 1779년 12월 부총관이 되었다. 12월 20일 어석정의 탄핵 상소를 듣고 어석정을 공격했다가 정조는 그를 황해도 선천 부사로 발령냈다. 1780년(정조 4년) 2월 18일 총융사로 임명되었다.
1780년 4월 30일 동지경연사, 5월 29일 행부사직을 역임했지만 어석정과의 감정싸움으로 수시로 대립하였다. 1781년)(정조 5년) 3월 17일 동지경연사가 되었다. 그러나 북한(北漢), 평창의 향곡(餉穀)에 휴흠(虧欠)을 낸 일로 1782년 1월 19일 삭직되었다. 1782년(정조 6년) 8월 25일 함경도 관찰사로 부임하였다. 1783년 11월 사직하고 되돌아왔다.
1784년(정조 8년) 1월 29일 돈녕부지사가 되고 1월 30일 겸 지경연사가 되었으며 비변사당상도 겸임하였다. 1784년 6월 12일 공조판서 겸 비변사당상이 되고 7월 2일 세자 책례도감 제조로 세자 책봉에 참여하였다. 그해 8월 2일 책례도감에 관여한 관료들을 포상할 때 한자급 가자되어 정헌대부가 되었다. 이후 형조판서와 예조판서를 거쳐 그해 11월 8일 행 부사직이 되었다. 1785년 4월 28일 총융사 겸 비변사 당상이 되었다. 그러나 그해 11월 11일에 정조가 친히 주관하는 빈대(賓對)에 참석하지 않은 비변사 당상들을 삭출할 때 삭출되었다.
1786년(정조 10년) 2월 행 부사직 겸 장악원제조, 5월 11일 공조판서, 7월 21일 수어사 정상순(鄭尙淳)이 병으로 부임하지 못하자 대신 그가 수어사에 임명되었다. 그해 7월 행 사직(司直)에 임명되고, 9월에는 행 부사직을 거쳐 12월 30일에는 한성부판윤으로 부임하였다. 그러나 1787년 4월 16일 정조가 친히 주관하는 유생 전강(殿講)에 불참하자 정조는 그를 중도부처시켰다. 4월 17일 영의정 김치인(金致仁)이 그를 변호하는 상소를 올렸지만 정조가 듣지 않았다.
1787년 6월 10일 총융사로 임명되어 복직하였고, 10월 17일 우참찬이 되었다. 1788년(정조 12년) 1월 15일 형조판서가 되고, 1월 말부터는 조지서 제조를 겸하였다. 그러나 2월 24일 생가의 친형 서유경이 새로 조지서 제조의 한 사람이 되자, 상피제에 따라 체직을 청하였는데 정조는 서유경이 늙고 병들었다 해서 서유경을 체직시켰다. 1788년 다시 총융사가 되었으나 5영(營) 중에 2영(營)의 장교들을 같은 성씨로 임명하자 인사 잘못의 책임을 지고 체직을 청하여 물러났다. 이듬해 예조판서를 거쳐 지경연춘추관사 지의금부사, 오위도총부도총관에 이르러 1789년 5월 2일에 사망하였다. 정조는 그를 특별히 증 의정부영의정에 추증하였다.
시신은 지평현 서면 장생동(長生洞) 산 해좌에 안장되었다.

## 가족 관계
- 부인 : 진천송씨(1733년 - 1770년 8월 17일)
  - 아들 : 서구보(徐龜輔, 1754년 8월 9일 - 1799년 1월 9일)
  - 며느리 : 경주김씨(1753년 - 1830년 2월 9일), 동돈령 김항주(金恒柱)의 딸, 외조부는 전주 이헌주(李憲朱)
  - 아들 : 서용보(徐龍輔, 1757년 2월 15일 - 1824년 8월 21일)
  - 며느리 : 반남박씨(1756년 - 1833년 3월 20일) - 대사간 박지원(朴志源)의 딸, 조부는 군수 사설(師卨), 외조부는 은진 송계원(宋啓源)
  - 아들 : 서응보(徐應輔, 1763년 3월 2일 - 1811년 5월 1일)
  - 며느리 : 연안이씨(1764년 - 1845년 8월 9일)
  - 딸 : 대구서씨
  - 사위 : 김노익(金魯翊), 경주인, 아버지는 서윤 김헌주(金獻柱), 김홍욱의 5대손
- 부인 : 경주이씨(1749년 - 1821년 8월 23일)
  - 아들 : 서봉보(徐鳳輔, 1773년 12월 6일 - 1830년 7월 9일)
  - 며느리 : 전주이씨(1772년 - ?), 좌랑 ?의 딸, 외조부는 원경하(元景夏)